# Više Selo
Više Selo (en serbe cyrillique : Више Село) est un village de Serbie situé dans la municipalité de Blace, district de Toplica. Au recensement de 2011, il comptait 88 habitants.

## Démographie
| 1948 | 1953 | 1961 | 1971 | 1981 | 1991 | 2002 | 2011 |
| ---- | ---- | ---- | ---- | ---- | ---- | ---- | ---- |
| 381  | 388  | 358  | 315  | 204  | 145  | 117  | 88   |

|  |